# Just Give Me a Reason
Just Give Me a Reason je píseň, kterou napsali a nazpívali americká zpěvačka Pink a hlavní zpěvák skupiny fun., Nate Ruess. Skladba byla vybrána jako třetí singl ze zpěvaččina šestého studiového alba The Truth About Love (2012).
Píseň se stala mezinárodně úspěšnou, umístila se na prvních místech ve více než dvaceti zemích včetně Austrálie, Ameriky, Kanady, Irska, Nizozemí, Polska a Skotska a umístila se v nejlepších pěti skladbách v Belgii, České republice, Francii, Německu, Izraeli, Norsku, Portugalsku, Rakousku, Švédsku, Švýcarsku a ve Spojeném království. Ve Spojených státech se stal čtvrtým singlem Pink, který se umístil na vrcholu hitparády Billboard Hot 100. Stal se také třetím v pořadí z jejích singlů, kteří se umístili na vrcholu hitparády Billboard Digital Songs, po "So What" (2008) a "Fuckin' Perfect" (2011). Ve Spojených státech se prodalo přes 3 miliony digitálních kopií tohoto singlu.

## Videoklip

### O videoklipu a vydání
Videoklip režíroval Diane Martel a natáčel ho Jeff Cronenweth v listopadu 2012. Snímky z videa byly uveřejněny na sociální síti Twitter. Na snímcích Pink leží v posteli se svým manželem Careyem Hartem. Pink byla z uveřejnění fotek velice zklamaná, a tak ihned poté byly fotky vymazány. Oficiální video bylo vydáno dne 5. února 2013. Později bylo zveřejněno i video ze zákulisí natáčení, kde Pink potvrzuje, že se natáčelo v bazénu v Los Angeles.

### Děj
Video ukazuje Pink ležící na matraci veprostřed umělého kanálu, obklopuje ji mlha a hvězdné pozadí. Videoklip je vysoce symbolický a jeho děj je nepřímý, obsahuje odkazy podporující téma skladby, včetně plyšového medvídka, potápějící se televizi, vodu a v pozadí dřevěnou zeď. Ve videoklipu jsou tři hlavní scény, první je sama Pink ležící na matraci, ve druhé se ukazuje Nate Ruess s Pink, kteří zpívají píseň v bílém prázdném prostředí a ve třetí je ukázána Pink a její manžel Carey Hart, jak se objímají a potápějí.

### Video s textem
Oficiální video s textem písně bylo v září 2012 zveřejněno oficiálním YouTube kanálu Pink. V pozadí videa je vidět jiskra a text zpívají jak Pink, tak i Ruess.

## Tvůrci
- Pink - skladatelka, vokály
- Nate Ruess - skladatel, vokály
- Jeff Bhasker - skladatel, producent, klávesy, syntetizátor a programování
- Anders Mouridsen - kytary
- John X. Volaitis - nahrávání v Earthstar Creation Center, Venice, Kalifornie
- Tony Maserati- mixování
- Justin Hergett- asistent při mixování
- James Krausse- asistent při mixování

## Umístění v hitparádách
| Žebříček (2013)                        | Nejvyšší umístění |
| -------------------------------------- | ----------------- |
| Austrálie (ARIA Charts)                | 1                 |
| Rakousko (Ö3 Austria Top 40)           | 1                 |
| Belgie (Ultratop 50 Flanders)          | 2                 |
| Belgie (Ultratop 50 Wallonia)          | 3                 |
| Brazílie (Billboard Brasil Hot 100)    | 51                |
| Brazílie Hot Pop Songs                 | 13                |
| Kanada (Canadian Hot 100)              | 1                 |
| Česko (IFPI)                           | 1                 |
| Dánsko (Tracklisten)                   | 3                 |
| Finsko (Suomen virallinen lista)       | 4                 |
| Francie (SNEP)                         | 4                 |
| Německo (Media Control AG)             | 1                 |
| Maďarsko (Rádiós Top 40)               | 12                |
| Francie (SNEP)                         | 4                 |
| Irsko (IRMA)                           | 1                 |
| Izrael (Media Forest)                  | 2                 |
| Itálie (FIMI)                          | 1                 |
| Libanon (The Official Lebanese Top 20) | 1                 |
| Luxembourg Digital Songs (Billboard)   | 1                 |
| Mexiko Ingles Airplay (Billboard)      | 1                 |
| Nizozemí (Dutch Top 40)                | 1                 |
| Nový Zéland (Recorded Music NZ)        | 1                 |
| Norsko (VG-lista)                      | 2                 |
| Filipíny (Over-all Music Chart Top 20) | 1                 |
| Polsko (Polish Airplay Top 5)          | 1                 |
| Portugalsko (Billboard)                | 1                 |
| Skotsko (Official Charts Company)      | 1                 |
| Slovensko (IFPI)                       | 1                 |
| Španělsko (PROMUSICAE)                 | 5                 |
| Švédsko (Sverigetopplistan)            | 1                 |
| Švýcarsko (Schweizer Hitparade)        | 2                 |
| UK Singles (Official Charts Company)   | 2                 |
| US Billboard Hot 100                   | 1                 |
| US Pop Songs (Billboard)               | 1                 |
| US Adult Pop Songs (Billboard)         | 1                 |
| US Adult Contemporary (Billboard)      | 1                 |

## Datum vydání
| Země                   | Datum          | Formát                   |
| ---------------------- | -------------- | ------------------------ |
| Spojené státy americké | 26. února 2013 | Top 40/Mainstream radio  |
| Spojené státy americké | 26. února 2013 | Hot AC radio             |
| Německo                | 12. dubna 2013 | CD singl                 |
| Spojené státy americké | 15. dubna 2013 | Adult Contemporary radio |